# Euochin shenjun
Espèce
Euochin shenjun est une espèce d'araignées aranéomorphes de la famille des Salticidae.

## Distribution
Cette espèce est endémique du Yunnan en Chine,. Elle se rencontre dans le district de Panlong.

## Description
La carapace du mâle holotype mesure 1,862 mm et l'abdomen 1,550 mm et la carapace de la femelle paratype 1,827 mm et l'abdomen 1,732 mm.

## Systématique et taxinomie
Cette espèce a été décrite par Wang et Zhang en 2023.

## Étymologie
Son nom d'espèce lui a été donné en référence au lieu de sa découverte, le Shenjun.

## Publication originale
- Wang & Zhang, 2023 : « On fourteen species of Euochin Prószyński, 2018 from China (Araneae: Salticidae: Euophryini). » Zootaxa, no 5297(3), p. 337-379.